# Aristide Carapelle
Aristide Carapelle (Napoli, 18 marzo 1878 – Roma, 19 novembre 1967) è stato un magistrato e politico italiano.

## Biografia
Entrato nella pubblica amministrazione nel 1902, fu consigliere e presidente di sezione del Consiglio di Stato, direttore generale per i servizi amministrativi al Ministero delle terre liberate, vicepresidente del Comitato per la liquidazione delle pensioni di guerra, membro del Tribunale supremo militare, del Tribunale Superiore delle acque pubbliche, del Consiglio superiore della marina e del Consiglio superiore di sanità. 
Fece parte della Massoneria.
Nominato senatore nel 1939, fu dichiarato decaduto con sentenza dell'Alta Corte di Giustizia per le Sanzioni contro il Fascismo del 16 novembre 1944, confermata dalla Cassazione l'8 luglio 1948.